# کهکشان عدسی

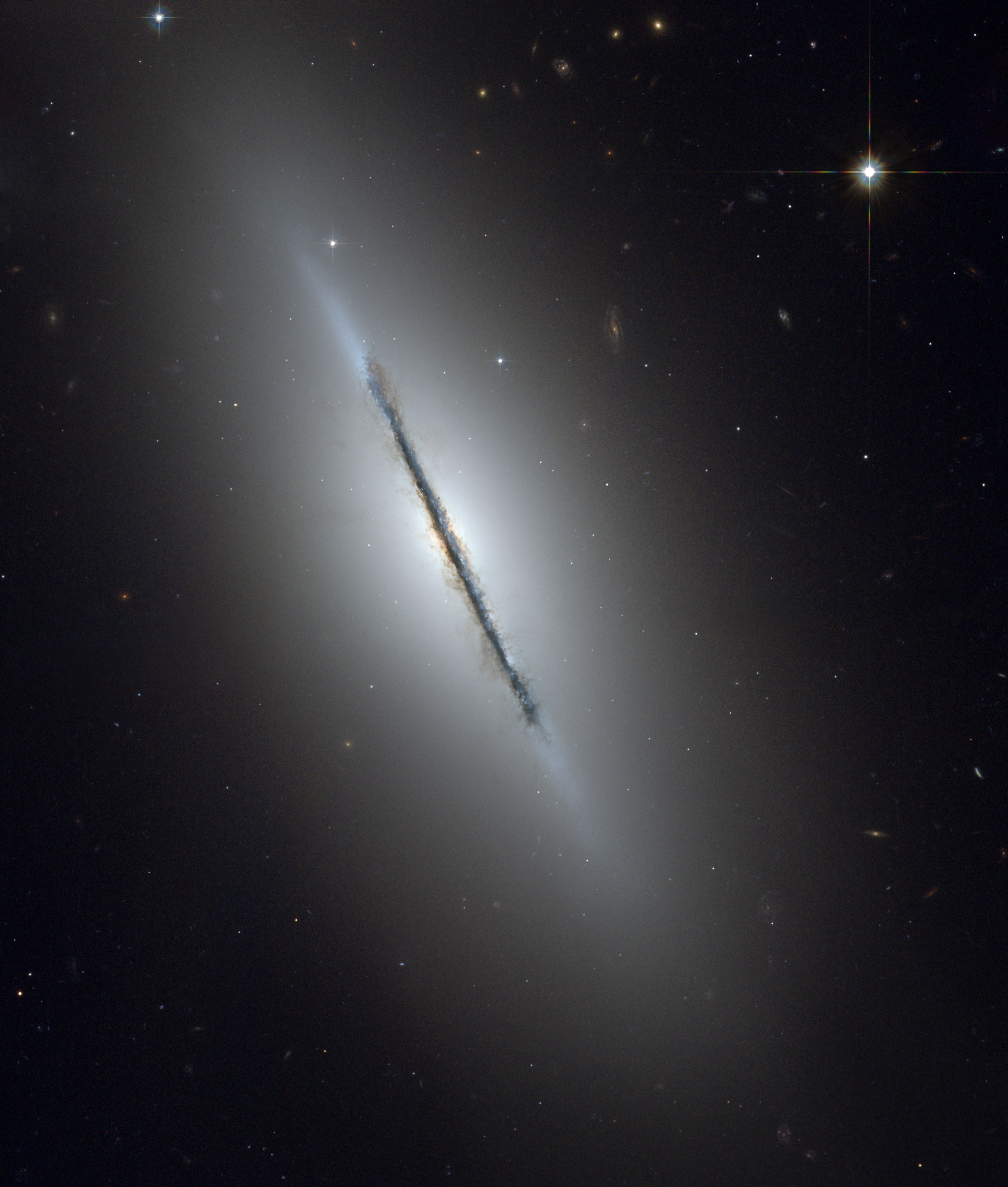
ان‌جی‌سی ۵۸۶۶، یک کهکشان عدسی در صورت فلکی اژدها. سازنده:NASA/ESA

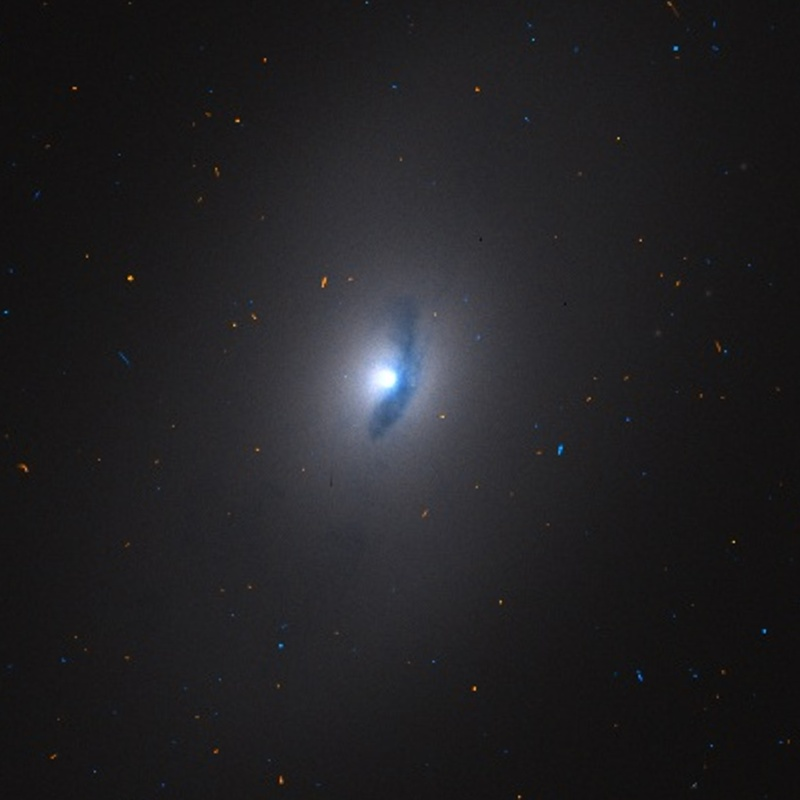
حلقه غبار میان‌ستاره‌ای در نزدیکی هسته کهکشان ان‌جی‌سی ۱۵۵۳ توسط HST. نمای۰٫۳&prime؛ قوسی

کهکشان عدسی گونه‌ای از کهکشان است که در طبقه‌بندی کلاسیک کهکشان‌ها میان کهکشان لوبیایی و کهکشان لپه ای قرار می‌گیرد. این کهکشان‌ها دیسک هستند ولی به علت زیاد بودن غبار میان ستاره‌ای شکل عدسی به خود گرفته و البته زایش ستارگان در این دسته کهکشان‌ها زیاد است.

## مثال
- آی‌سی ۱۱۰۱ بزرگترین کهکشان شناخته‌شده